# Pseudolaelia canaanensis
Pseudolaelia canaanensis är en orkidéart som först beskrevs av Augusto Ruschi, och fick sitt nu gällande namn av Fábio de Barros. Pseudolaelia canaanensis ingår i släktet Pseudolaelia och familjen orkidéer. Inga underarter finns listade i Catalogue of Life.